# كاديش لأجل صديق
كاديش لأجل صديق (بالألمانية: Kaddisch für einen Freund) هو فيلم ألماني من عام 2012. للمُخرج ليو كاشين، وقام كُل من ريزارد رونشيفسكي ونيل بيلاخضر بالأدوار الرئيسية. تبلغ مُدة الفيلم 94 دقيقة.

## روابط خارجية
- كاديش لأجل صديق على موقع IMDb (الإنجليزية)
- كاديش لأجل صديق على موقع ألو سيني (الفرنسية)
- كاديش لأجل صديق على موقع أول موفي (الإنجليزية)
- كاديش لأجل صديق على موقع فيلمافينيتي (الإسبانية)
- كاديش لأجل صديق على موقع قاعدة بيانات الأفلام السويدية (السويدية)
- كاديش لأجل صديق على موقع قاعدة بيانات الفيلم (الإنجليزية)
- كاديش لأجل صديق على موقع ليتربوكسد (الإنجليزية)
- كاديش لأجل صديق على موقع كينوبويسك (الروسية)